# Mikaele Kulimoetoke
Mikaele Kulimoetoke, né le 17 juin 1963, est un homme politique français. Il est président de l'assemblée territoriale des îles Wallis et Futuna de 2014 à 2017 et sénateur de Wallis-et-Futuna depuis 2020.

## Biographie
Mikaele Kulimoetoke est petit-fils du roi Tomasi Kulimoetoke II. Il est gendarme de profession.
En mars 2012, il est élu à l'assemblée territoriale des îles Wallis et Futuna pour le district de Hahake. Il devient vice-président de l'assemblée,.
Il se présente à l'élection législative de 2012 à Wallis-et-Futuna, mais perd de justesse face à David Vergé (divers droite), et se représente lors de l'élection législative partielle de 2013, où il est battu par Napole Polutele (divers droite).
Kulimoetoke est élu président de l'assemblée territoriale le 26 novembre 2014, puis réélu le 22 décembre 2015 et exerce cette fonction jusqu'aux élections territoriales de 2017. Il reste élu de l'assemblée territoriale, arrivant deuxième du district de Hahake aux élections de 2017. Durant son mandat, il défend l'assemblée territoriale face au pouvoir exécutif détenu par l'administrateur supérieur de Wallis-et-Futuna, une situation unique parmi les collectivités locales françaises. Mikaele Kulimoetoke souhaite que ce pouvoir exécutif soit dévolu au président de l'assemblée territoriale, et entre en conflit avec le préfet Marcel Renouf concernant le budget ou l'application de certaines mesures.
Candidat aux élections sénatoriales de 2020, il l’emporte au second tour face au centriste Robert Laufoaulu, sénateur depuis 1998. Il est intronisé lors d'une cérémonie coutumière du kava et un katoaga par la chefferie du roi Lavelua Ma’utamakia Vaimu’a Halagahu, ce dernier n'étant pas reconnu par l'administrateur supérieur. Ses comptes de campagne sont invalidés en raison d'irrégularités le 19 avril 2021, mais le Conseil constitutionnel n'annule pas son élection, le 9 juillet 2021.
Il se montre favorable à une évolution du statut de 1961 organisant la répartition des pouvoirs à Wallis-et-Futuna, afin que le pouvoir exécutif soit dévolu à l'assemblée territoriale,. Dans le contexte de la pandémie de Covid-19 à Wallis-et-Futuna, il s'oppose à la vaccination.